# Championnat de France féminin de beach-volley
Championnat de France féminin de beach-volley är det franska mästerskapet i beachvolley för damer.

## Upplagor[1][2]
| År   | Guld                   | Silver                | Brons                  |
| ---- | ---------------------- | --------------------- | ---------------------- |
| 1994 | Prawerman-Feumi-Jantou | Lefebvre-Cendre       | Groc-Sobowiec          |
| 1995 | Cordier-Gilli          | Trinquier-Trojani     | Cordinier-Benacer      |
| 1996 | Cordinier-Filisetti    | Cachou-Magail         | Le Cerf-Debant         |
| 1997 | Tari-Salinas           | Berjonneau-Gros       | Jaouen-Liénard         |
| 1998 | Tari-Salinas           | Jaouen-Liénard        | Gros-Lefort            |
| 1999 | Rigaux-Prawerman       | Tari-Salinas          | Arjona-Riera           |
| 2000 | Syren-Luge             | Arjona-Riera          | Castelli-Reb C.        |
| 2001 | Arjona-Indremilla      | Syren-Luge            | Filisetti-Picard       |
| 2002 | Arjona-Kadjo           | Faure-Castelli        | Syren-Luge             |
| 2003 | Étienne-Giaoui         | Faure-Castelli        | Beauce-Giordano        |
| 2004 | Arjona-Kadjo           | Giaoui-Étienne        | Faure-Gemise Fareau    |
| 2005 | pas de championnat     | pas de championnat    | pas de championnat     |
| 2006 | Barrera-Hamzaoui       | Arjona-Kadjo          | Sarpaux-Faure          |
| 2007 | Castelli-Puig          | Barrera-Gemise Fareau | Longuet-Giordano       |
| 2008 | Faure-Sarpaux          | Giaoui-Hamzaoui       | Giordano-Gemise Fareau |
| 2009 | Giaoui-Hamzaoui        | Giordano-Faure        | Longuet-Larche         |
| 2010 | Giordano-Faure         | Hamzaoui-Embry        | Devathaire-Laffourcade |
| 2011 | Benhamou-Giaoui        | Longuet-Hamzaoui      | Devathaire-Maau        |
| 2012 | Benhamou-Giaoui        | Giordano-Larche       | Cazalet-Mano           |
| 2013 | Giordano-Giaoui        | Cazaute-Chamereau     | Haragova-Formankova    |
| 2014 | Haragova-Formankova    |                       |                        |
| 2015 | Giaoui-Adelin          |                       |                        |
| 2016 | Haragova-Formankova    |                       |                        |
| 2017 | Haragova-Formankova    |                       |                        |
| 2018 | Longuet-Haragova       |                       |                        |
| 2019 | Longuet-Haragova       |                       |                        |
| 2020 | Richard-Placette       | Longuet-Lusson        | Jupiter - Chamereau    |
| 2021 | Richard-Placette       | Charlier-Lusson       | Longuet-Haragová       |
| 2022 | Vieira-Chamereau       | Richard-Placette      | Longuet-Haragová       |
| 2023 | Vieira-Chamereau       | Longuet-Haragová      | Descamps-Kinna         |